# Chaika Rock
Chaika Rock ist eine kleine unbewohnte Insel der Andreanof Islands, die zu den Aleuten 
gehören. Das 320 m lange Eiland liegt in der Tanaga Straße, südöstlich von Kagalaska Island.
Die russische Bezeichnung Chaika, Möwe, stammt von den Mitgliedern der amerikanischen Aleuten-Expedition aus dem Jahr 1934.